# Aeropuerto Douglas–Charles
El Aeropuerto Douglas–Charles  (en inglés: Douglas–Charles Airport  o bien Melville Hall Airport) (IATA: DOM, ICAO: TDPD) es un aeropuerto situado en la costa noreste de la nación e isla caribeña de Dominica, a 2 millas (3,2 km) al noroeste de Marigot, que está a una hora de distancia de la segunda ciudad más grande de Portsmouth. Es uno de los dos aeropuertos de la isla de Dominica, siendo el otro el aeropuerto de Canefield ubicado a tres millas (5 km) al noreste de la capital nacional, la ciudad de Roseau. El aeropuerto fue autorizado a operar en horario nocturno tras una serie de pruebas y estudios realizados por la Autoridad de Aviación Civil del Caribe Oriental y la Organización de Aviación Civil Internacional, respectivamente.

## Aerolíneas y destinos
| Aerolíneas             | Destinos                          |
| ---------------------- | --------------------------------- |
| InterCaribbean Airways | Castries, Tórtola                 |
| LIAT                   | Bridgetown, Saint John            |
| American Eagle         | Aeropuerto Internacional de Miami |